# Gruppo Tessa
Il Gruppo Tessa (anche Gruppo di Tessa o Giogaia di Tessa; Texelgruppe in tedesco) è un gruppo montuoso delle Alpi Venoste nelle Alpi Retiche orientali, situato nell'Alto Adige, in Italia, parte del Parco naturale Gruppo di Tessa e percorsa dall'alta via meranese.

## Collocazione

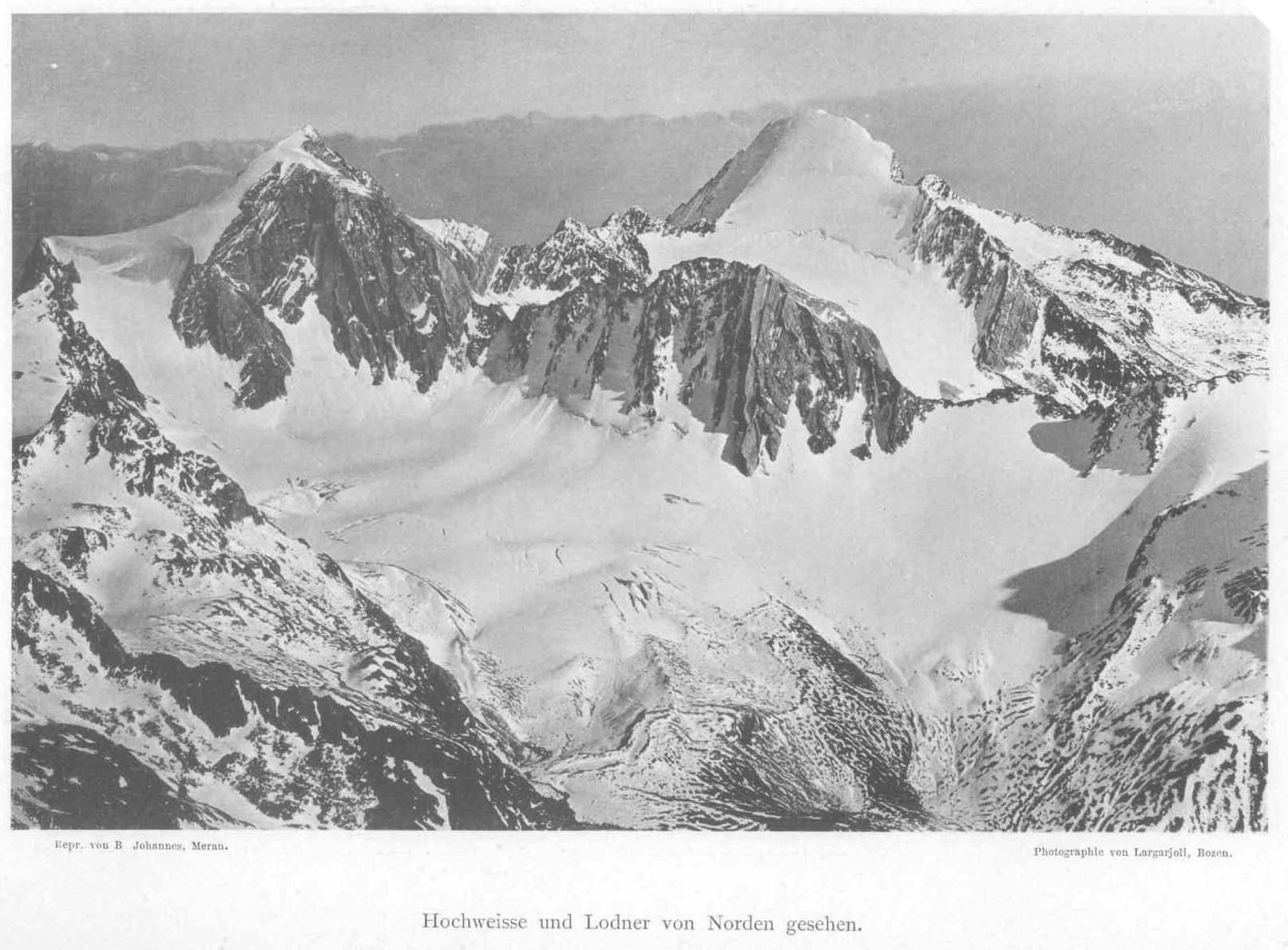
La Cima Bianca Grande (Hohe Weiße) (a sinistra) e la Cima Fiammante (Lodner) (a destra) viste da nord in una cartolina del 1891.

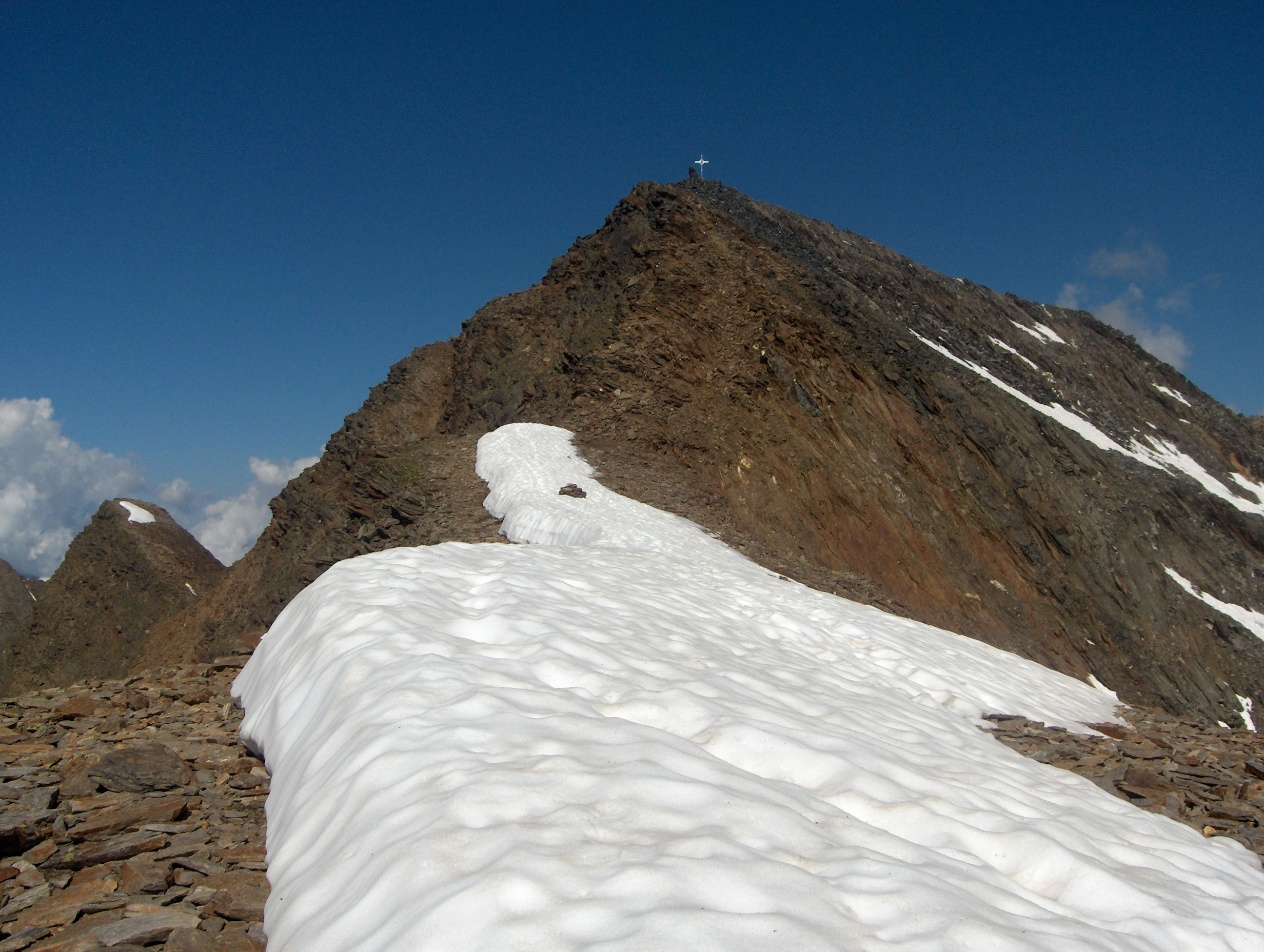
Monte Rosso

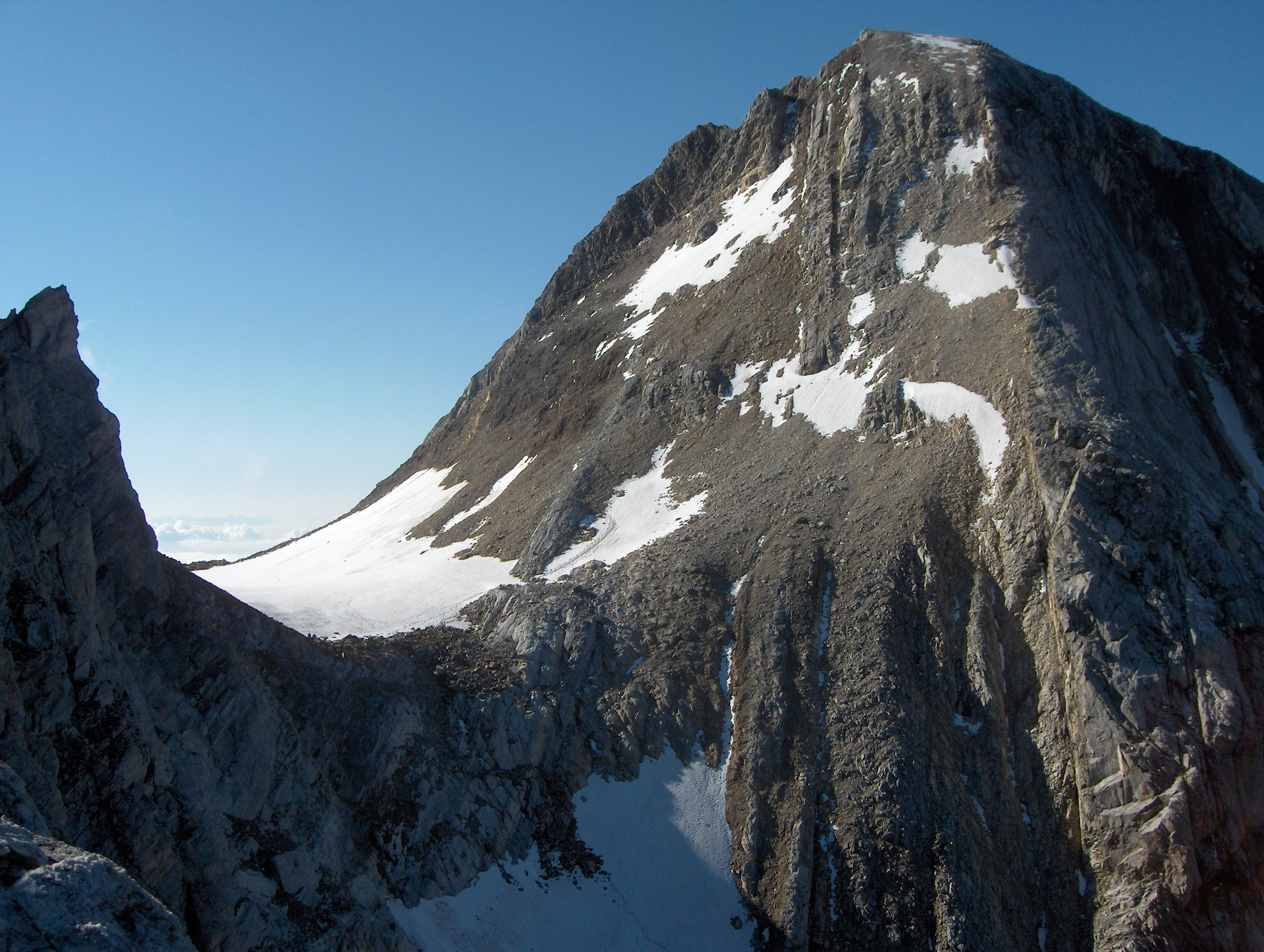
Cima Bianca Grande

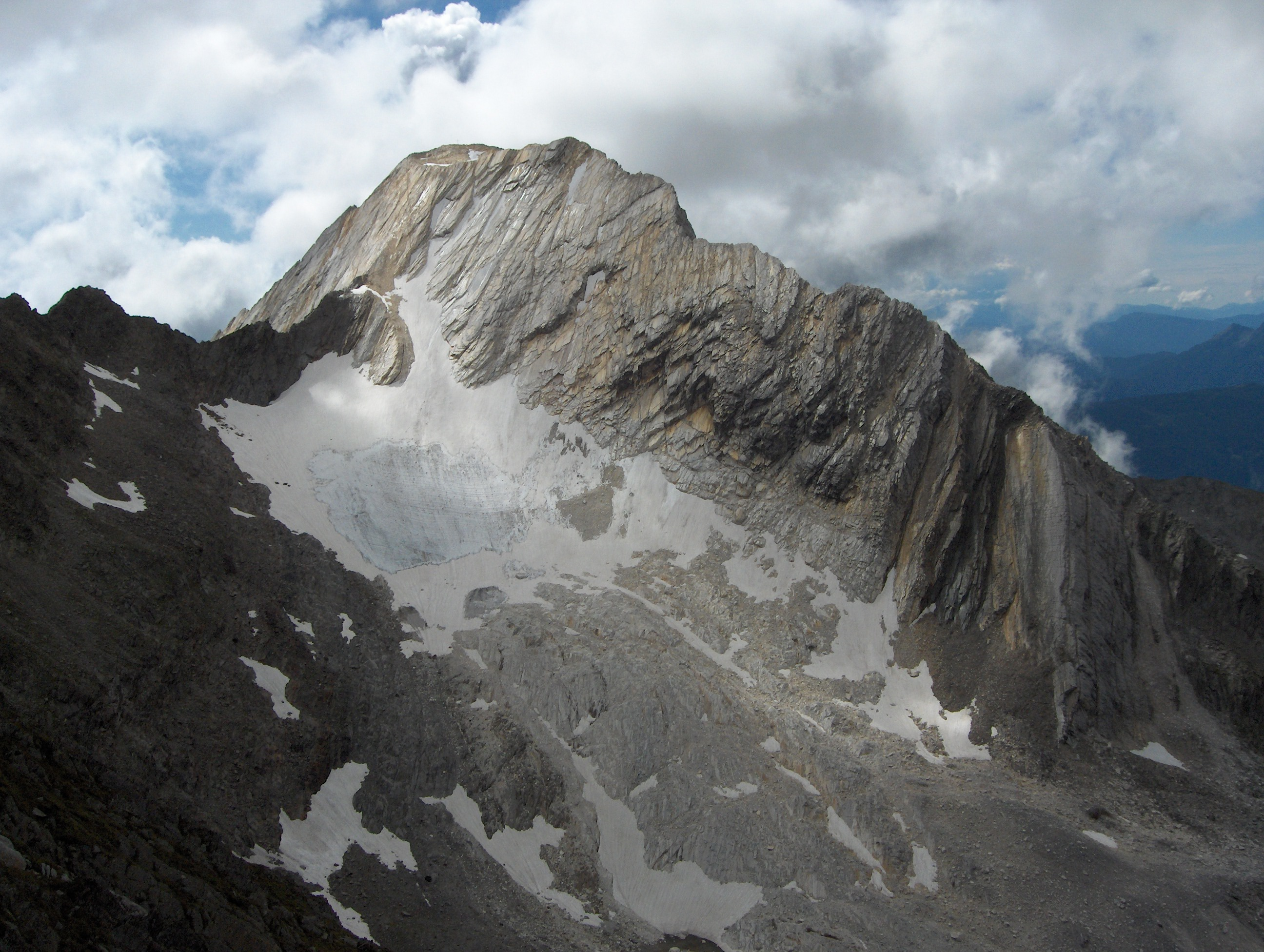
Cima Fiammante

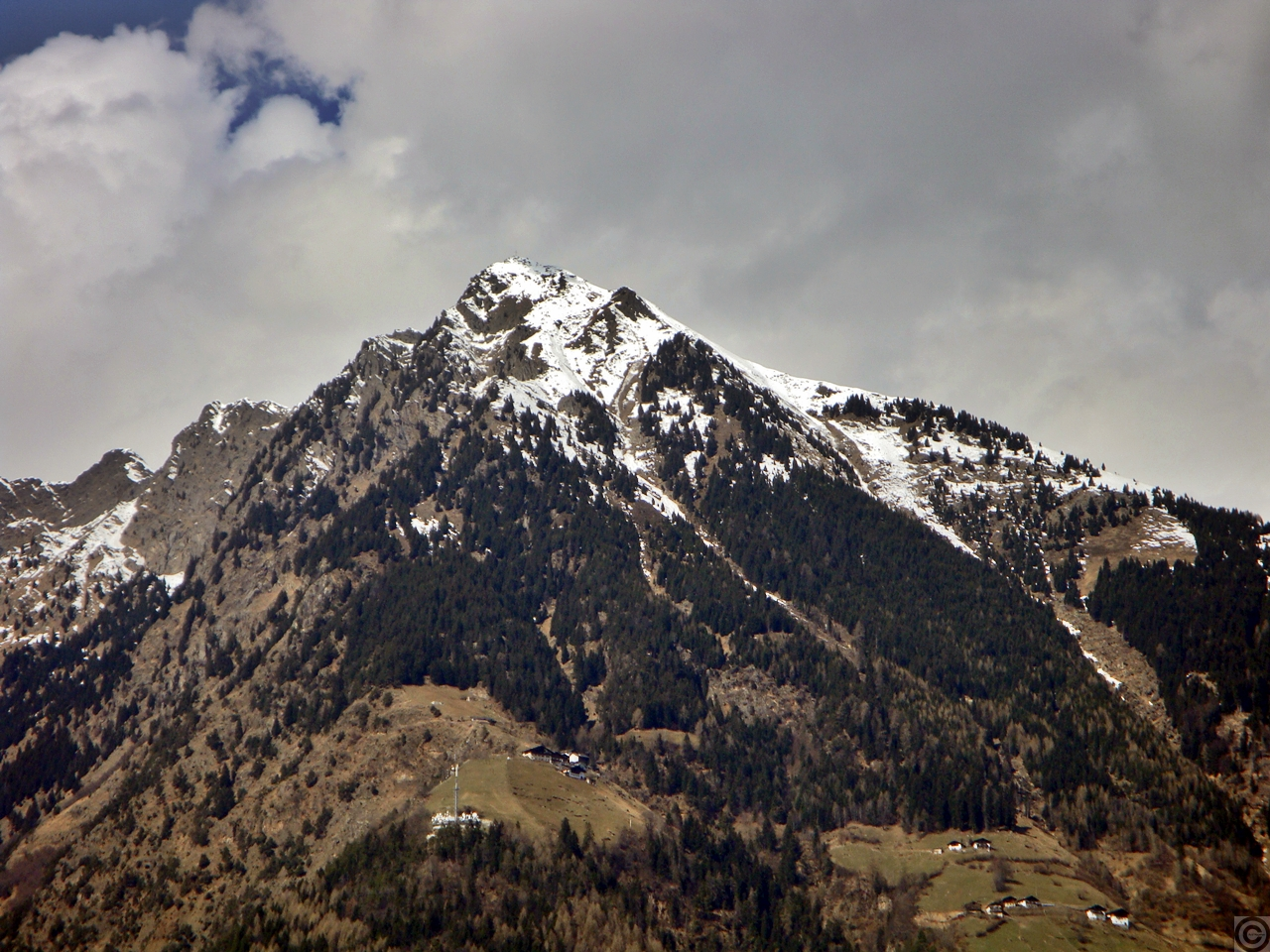
Monte Muta

Il gruppo Tessa si trova a sud della linea di confine tra il Tirolo austriaco e la provincia autonoma di Bolzano, dove al di sopra del Rifugio Petrarca (Stettiner Hütte), in corrispondenza del Passo gelato (Eisjöchl), la Cresta di Senales si unisce alle Alpi Venoste.

## Delimitazioni
Il gruppo viene delimitato a sud dalla Val Venosta (Vinschgau) con la valle dell'Adige, ad est dalla Val Passiria (Passeiertal) e ad ovest dalla Val Senales (Schnalstal). Il confine settentrionale che separa il gruppo dalla Cresta di Senales è costituito dalla Val di Fosse (Pfossental) a occidente del Passo Gelato (Eisjöchl). A nord-ovest la Val di Plan (Pfelderer Tal) separa il gruppo Tessa dal Crinale di Gurgle (Gurgler Kamm).

## Classificazione
Secondo la SOIUSA il Gruppo Tessa è un gruppo alpino con la seguente classificazione:
- Grande parte = Alpi Orientali
- Grande settore = Alpi Centro-orientali
- Sezione = Alpi Retiche orientali
- Sottosezione = Alpi Venoste
- Supergruppo = Alpi Passirie (in senso ampio)
- Gruppo = Gruppo Tessa
- Codice = II/A-16.I-B.6

## Suddivisione
Il gruppo viene ulteriormente suddiviso dalla SOIUSA in tre sottogruppi (tra parentesi il codice dei sottogruppi):
- Gruppo della Fiammante (a)
- Gruppo del Monterosso (b)
- Gruppo del Cigat (c)

## Montagne
Le cima più alta del gruppo è il Monte Rosso 3.337 m; altre vette importanti sono la Cima Tessa (3.318 m), la Cima Bianca Grande (3.281 m), la Croda di Ritorbo (Trübwand) (3.266 m), il Cigat (Tschigat) (2.998 m) o la Cima Rosa (Spronser Rötelspitze) (2.625 m). La catena montuosa si trova completamente all'interno del Parco naturale Gruppo di Tessa.

### Elenco delle vette
In ordine decrescente di altezza:
- Monte Rosso (Ted. Roteck), 3337 m
- Cima Tessa (Ted. Texelspitze), 3316 m
- Cima Bianca Grande (Ted. Hohe Weiße), 3281 m
- Croda di Ritorbo (Ted. Trübwand), 3264 m
- Cima Rossa Nord (Ted. Nördlicher Roter Kamp), 3258 m
- Croda Rossa Sud (Ted. Südliche Rote Wand), 3254 m
- Cima Rossa Sud (Ted. Südlicher Roter Kamp), 3250 m
- Cima Fiammante (Ted. Lodnerspitze), 3219 m
- Croda Rossa Nord (Ted. Nördliche Rote Wand), 3184
- Croda del Tovale (Ted. Gfallwand), 3174
- Cima del Lago Azzurro (Ted. Blaulackenspitze), 3173 m
- Croda Nera (Ted. Schwarzwand), 3170 m
- Alla Croce (Ted. Auf dem Kreuz), 3163 m
- Cima della Grava (Ted. Grafspitze), 3147 m
- Cima Cenge (Ted. Gingglspitze), 3140 m
- Hochkarjochspitze, m 3098 m
- Croda del Clivo (Ted. Kirchbachspitze), 3081 m
- Croda Nera (Ted. Schwarze Wand), 3065 m
- Cima Bianca Piccola (Ted. Kleine Weiße), 3059 m
- Punta Rosa (Ted. Lazinser Rötelspitze), 3037 m
- Croda Rotta (Ted. Schrottner), 3023 m
- Cima di Tel (Ted. Zielspitze), 3009 m
- Monte di Senales (Ted. Schnalsberg), 3001 m
- Cigat (Ted. Tschigat), 3000 m
- Croda Rotta Piccola (Ted. Kleiner Schrottner), 2998 m
- Punta Rossa (Ted. Rötenspitze), 2875 m
- La Clava (Ted. Kolbenspitze), 2868 m
- Monte Tavolino (Ted. Sefiarspitze), 2846 m
- Monte di Biagio (Ted. Blasiuszeiger), 2837 m
- Punta delle Laste (Ted. Plattenspitze), 2828 m
- Monte Lavagna (Ted. Schieferspitze), 2813 m
- Cima Nera (Ted. Schwarzkopf), 2804 m
- Punta dell'Onore (Ted. Ehrenspitze), 2756 m
- Punta di Ulsen (Ted. Ulsenspitze), 2736 m
- Col di Vallarga (Ted. Schwarzkogel), 2668 m
- Cima Rosa (Ted. Spronser Rötelspitze), 2625 m
- Monte Mules (Ted. Mulsspitze), 2621 m
- Col di Palù (Ted. Moosbichl), 2541 m
- Corno (Ted. Spitzhorn), 2528 m
- Monte Sella (Ted. Sattelspitze), 2426 m
- Monte delle Capanne (Ted. Hütterberg), 2407 m
- Croda Alta (Ted. Hohe Wand), 2358 m
- Monte Muta (Ted. Mutspitze), 2295 m
- Punta di Motta (Ted. Muthspitze), 2264 m
- Monte Piatto (Ted. Platterberg), 2230 m
- Montaccio (Ted. Matazspitze, o Matatzspitze), 2179 m

## Clima
Data l'altitudine il clima di questo sistema montuoso è decisamente freddo, tipico dell'alta montagna. Le tempeste di vento sono frequenti e in inverno spesso accompagnate da temperature di diversi gradi sotto lo zero e nevicate abbondanti che possono ridurre a zero la visibilità. In estate sono frequenti temporali violenti anche con grandine. I cambiamenti del tempo sono frequenti e imprevedibili e questo rende più pericolose le escursioni.